# U.S. Cycling Open
El U.S. Cycling Open fueron dos carreras ciclistas de un día profesionales estadounidense, masculina y femenina, que se disputaron en el estado de Virginia (Estados Unidos) el 7 de abril de 2007.
Su única edición  masculina formó parte del UCI America Tour 2007, dentro en la categoría 1.1.
El recorrido fue de 180,2 km, con salida en Williamsburg y llegada en la capital del estado, Richmond.
Fue ganada por Svein Tuft.

## U.S. Cycling Open femenino
También se disputó una edición femenina, con el mismo nombre oficial que su homónima masculina.
Tuvo menor kilometraje que su homónima masculina aunque con similares características que esa.
Fue ganada por Tina Pic.

## Palmarés

### Masculino
| Año  | Ganador    | Segundo                  | Tercero           |
| ---- | ---------- | ------------------------ | ----------------- |
| 2007 | Svein Tuft | Jonathan Patrick McCarty | Alejandro Borrajo |

### Femenino
| Año  | Ganadora | Segunda        | Tercera         |
| ---- | -------- | -------------- | --------------- |
| 2007 | Tina Pic | Jennifer McRae | Heather Labance |

## Palmarés por países
| País   | Victorias |
| ------ | --------- |
| Canadá | 1         |

| País           | Victorias |
| -------------- | --------- |
| Estados Unidos | 1         |